# Пуебло-де-Луна (Нью-Мексико)
Пуебло-де-Луна (англ. Puerto de Luna) — переписна місцевість (CDP) в США, в окрузі Гвадалупе штату Нью-Мексико. Населення — 155 осіб (2020).

## Географія
Пуебло-де-Луна розташоване за координатами 34°49′47″ пн. ш. 104°37′20″ зх. д. / 34.82972° пн. ш. 104.62222° зх. д. (34.829681, -104.622165).  За даними Бюро перепису населення США в 2010 році переписна місцевість мала площу 36,71 км², уся площа — суходіл.

## Демографія
Згідно з переписом 2010 року, у переписній місцевості мешкала 141 особа в 59 домогосподарствах у складі 43 родин. Густота населення становила 4 особи/км².  Було 90 помешкань (2/км²).
Расовий склад населення:
| - 80,9 % — білих - 0,7 % — корінних американців - 16,3 % — осіб інших рас |

До двох чи більше рас належало 2,1 %. Частка іспаномовних становила 75,9 % від усіх жителів.
За віковим діапазоном населення розподілялося таким чином: 28,4 % — особи молодші 18 років, 53,2 % — особи у віці 18—64 років, 18,4 % — особи у віці 65 років та старші. Медіана віку мешканця становила 44,4 року. На 100 осіб жіночої статі у переписній місцевості припадало 101,4 чоловіків;  на 100 жінок у віці від 18 років та старших — 90,6 чоловіків також старших 18 років.
Середній дохід на одне домашнє господарство  становив 37 365 доларів США (медіана — 34 063), а середній дохід на одну сім'ю — 37 365 доларів (медіана — 34 063). 
Цивільне працевлаштоване населення становило 80 осіб. Основні галузі зайнятості: інформація — 52,5 %, публічна адміністрація — 47,5 %.